# Mamadou Koné (football, 1974)
Pour les articles homonymes, voir Koné et Mamadou Koné.
Mamadou Koné (né le 6 mars 1974 en République de Haute-Volta, aujourd'hui Burkina Faso) est un joueur de football international burkinabé, qui évoluait au poste de défenseur.

## Biographie

### Carrière en sélection
Avec l'équipe du Burkina Faso, il dispute 22 matchs et inscrit un but entre 1995 et 2000. 
Il figure dans le groupe des sélectionnés lors des Coupes d'Afrique des nations de 1996 et de 2000. Lors de la CAN 1996, il joue un match contre l'Algérie (défaite 2-1). Lors de la CAN 2000, il joue un match contre l'Égypte (défaite 4-2).

## Palmarès
| US Forces armées - Championnat du Burkina Faso (2) : - Champion : 1998 et 2000. - Coupe du Burkina Faso : - Finaliste : 1998 et 1999. - Supercoupe du Burkina Faso (2) : - Vainqueur : 1998 et 2000. |  | Étoile Filante - Championnat du Burkina Faso (1) : - Champion : 2001. - Coupe du Burkina Faso (1) : - Vainqueur : 2001. - Supercoupe du Burkina Faso : - Finaliste : 2001. |